# Lustadt
Lustadt település Németországban, Rajna-vidék-Pfalz tartományban. Lakosainak száma 3385 fő (2023. december 31.). Lustadt Germersheim és Westheim községekkel határos.

## Népesség
A település népességének változása:
| Lakosok száma | 2893 | 3323 | 3359 | 3444 | 3393 | 3385 |
|               | 1975 | 2017 | 2019 | 2021 | 2022 | 2023 |